# ジャヤカルタ駅
ジャヤカルタ駅（ジャヤカルタえき、インドネシア語：Stasiun Jayakarta）は、インドネシアのジャカルタ首都特別州中央ジャカルタ市サワブサール区にある、KRLコミューターラインの駅。線路としてはインドネシア鉄道会社のジャカルタ線上の駅であるが、路線系統として通勤列車であるKRLコミューターラインのボゴール線が乗り入れる。駅名のジャヤカルタの日本語訳は、「ジャヤ(Jaya)」は『偉大な、勝利の』「カルタ(karta)」は『町』を表している。

## 歴史
駅自体の開業年月日は不明。日本の円借款により1993年にジャカルタコタ駅-マンガライ駅間が高架化された時に駅も高架化された。

## 駅構造
相対式ホーム2面2線を有する、2階建ての高架駅。

### のりば
| 番線 | 路線       | 行先         |
| ---- | ---------- | ------------ |
| 1    | ボゴール線 | コタ方面     |
| 2    | ボゴール線 | ボゴール方面 |

## 駅周辺
- Hotel 55 B&B
- インドマレット（インドネシア語版） パンゲラン・ジャヤカルタ・センター

## 隣の駅
KRLコミューターライン
 ボゴール線
　ジャカルタコタ駅 - ジャヤカルタ駅 - マンガブサール駅